# Daewoo Royale
Daewoo Royale face parte din categoria de lux a constructorului  coreean Daewoo. Producția a început în anul 1983, iar apoi a fost  redenumit modelul ca Daewoo Prince în 1991. Producția modelului Daewoo Imperial a continuat până în anul 1993. Predecesorul modelului Royale a fost lansat 1972 de General Motors (Koreea)  numit după modelul Opel Rekord, Daewoo Rekord.
În anul 1989, a fost introdus modelul Imperial, care era bazat pe Daewoo Royale. De asemenea, producția modelului Royale s-a oprit în anul 1991, pe când modelul Imperial a mai continuat până în 1993, când a fost înlocuit de Daewoo Arcadia.
```
  A doua generație Daewoo Rekord a fost dezvoltata de constructorul auto Opel.
```